# Čtyřkoly
Čtyřkoly är en ort i Tjeckien.   Den ligger i regionen Mellersta Böhmen, i den centrala delen av landet, 30 km sydost om huvudstaden Prag. Čtyřkoly ligger 278 meter över havet och antalet invånare är 309.
Terrängen runt Čtyřkoly är platt åt sydväst, men åt nordost är den kuperad. Čtyřkoly ligger nere i en dal. Runt Čtyřkoly är det ganska tätbefolkat, med 54 invånare per kvadratkilometer. Närmaste större samhälle är Benešov, 9,9 km söder om Čtyřkoly. I omgivningarna runt Čtyřkoly växer i huvudsak blandskog.